# Campillo de Altobuey
Campillo de Altobuey è un comune spagnolo di 1 676 abitanti situato nella comunità autonoma di Castiglia-La Mancia.